# Andrei Bantaș
Andrei Bantaș (n. 30 noiembrie 1930, Iași, România – d. 17 ianuarie 1997, București, România) a fost un anglist român, profesor la Catedra de Limbi Germanice a Universității București, autor al unor dicționare și traduceri din limba engleză, unele dintre acestea fiind realizate în colaborare cu Leon Levițchi. 
A tradus din autori ca Anne Brontë, Samuel Butler, Arthur Conan Doyle, Thomas Hardy, D. H. Lawrence sau Oscar Wilde.

## Scrieri
- Capcanele vocabularului englez (Ed. Științifică, București, 1967) - în colaborare cu M. Rădulescu; republicat sub titlul  Capcanele limbii engleze, False friends (Ed. Teora, 1992)

## Traduceri
- Anne Brontë - Necunoscuta de la Wildfell Hall (Ed. Eminescu, București, 1974)
- Arthur Conan Doyle - Coama leului (Ed. Tineretului, București, 1966)
- Arthur Conan Doyle - Memoriile lui Sherlock Holmes (Ed. Junimea, Colecția „Fantomas”, Iași, 1970)
- Arthur Conan Doyle - Coama leului (Casa Editorială Odeon, București, 1991)
- Arthur Conan Doyle - Enigma diademei de berile (Casa Editorială Odeon, București, 1991)
- Arthur Koestler - Al treisprezecelea trib – Imperiul khazarilor și moștenirea sa (Editura Nagard, Roma, 1987)
- André Roussin - Când vine barza, 1991 (Lorsque l'enfant paraît, 1951)
- Samuel Butler - Și tu vei fi țărînă (Ed. Pentru Literatură Universală, 1967)
- William Somerset Maugham - Catalina (Ed. Victoria, București, 1992)
- William Somerset Maugham - Ashenden Intelligence Service (Ed. Galaxia, București)

1. 1 2  Czech National Authority Database, accesat în 8 iunie 2022
2. ↑  IdRef, accesat în 6 martie 2020